# Frances Jocelyn
Frances Jocelyn, viscountessa Jocelyn, född 1820, död 1880, var en brittisk hovfunktionär och fotograf. Hon betraktas som en pionjär som kvinnlig fotograf i Storbritannien. 
Hon var hovdam åt drottning Viktoria av Storbritannien mellan 1838 och 1867; först som hovfröken och efter sitt giftermål 1841 som Lady of the Bedchamber. 
Hon är känd som amatörfotograf och räknas som en framstående tidig kvinnlig pionjärfotograf efter att hon 1858 började intressera sig för fotografi.